# Iranites
Iranites es un género de foraminífero bentónico considerado un sinónimo posterior de Sirtina de la subfamilia Clypeorbinae, de la familia Lepidorbitoididae, de la superfamilia Orbitoidoidea, del suborden Rotaliina y del orden Rotaliida. Su especie tipo era Iranites ornatus. Su rango cronoestratigráfico abarca desde el Santoniense hasta el Maastrichtiense (Cretácico superior).

## Clasificación
Iranites incluía a la siguiente especie:
- Iranites ornatus †